# 邱振哲
邱振哲（英文名：Pika Chiu，1989年8月20日—），臺灣男歌手。

## 經歷
2003年，14歲的邱振哲在台中車站地下道和朋友進行街頭表演，高中畢業後前往台北市考取街頭藝人街頭藝人證照，開始在街頭演唱。
2008年，參加選秀節目超級星光大道。2009年參加深圳衛視歌唱選秀節目超級巨聲。2014年1月參加中國中央電視台綜藝頻道CCTV-3原創音樂真人秀節目《中国好歌曲（第一季）》進入周華健組八強。
2018年，邱振哲籌組邱振哲音樂工作室及發行專輯《遠行的太陽》及《太陽》。

## 音樂作品

### EP
| 排序 | 發行日期  | 專輯名稱 | 曲目                                                                                      |
| 1    | 2017年3月 | 《太陽》 | 1. 太陽 2. 我不寂寞 3. 我不需要 4. 於是呢 5. 太陽(Kala) 6. 我不寂寞(Kala) 7. 於是呢(Kala) |

### 專輯
| 排序 | 發行日期   | 專輯名稱       | 曲目 |
| 1    | 2018年11月 | 《遠行的太陽》 | 1. 遠行(intro) 2. 太陽 3. 兩分鐘 4. 於是呢 5. 我不寂寞 6. 歸途(Interlude) 7. 我不需要 8. 你會不會 9. 笑著就不怕了 10. 想回家 |
| 2    | 2020年月   | 《失戀學》     | |

### 單曲
| 發行日期   | 曲目                 |
| 2019年11月 | 無妨                 |
| 2020年3月  | 太陽(堅持守護希望版) |
| 2020年11月 | 說好的               |

## 外部連結
- 邱振哲的Facebook專頁
- 邱振哲的Instagram帳戶
- 邱振哲的新浪微博
- YouTube上的邱振哲頻道